# ذو الحلقة المنمقة
ذو الحلقة المنمقة (الاسم العلمي: Cyclocosmia)، جنس عناكب من فصيلة عناكب الباب الخفي ذات الغطاء الفلين. أنواعه عشرة.